# Bunomys coelestis
Bunomys coelestis és una espècie de mamífer rosegador de la família dels múrids. És endèmica del sud-oest de Sulawesi (Indonèsia), on viu a altituds d'entre 1.800 i 2.500 msnm. El seu hàbitat natural són els boscos primaris montans. Està amenaçada per la tala d'arbres i la transformació del seu medi per a usos agrícoles. El seu nom específic, coelestis, significa ‘celestial’ en llatí.